# Plan de Guerrero
Plan de Guerrero är en ort i Mexiko.   Den ligger i kommunen Tixtla de Guerrero och delstaten Guerrero, i den södra delen av landet, 210 km söder om huvudstaden Mexico City. Plan de Guerrero ligger 1 493 meter över havet och antalet invånare är 449.
Terrängen runt Plan de Guerrero är kuperad. Runt Plan de Guerrero är det ganska tätbefolkat, med 80 invånare per kvadratkilometer. Närmaste större samhälle är Chilpancingo de los Bravo, 16,5 km väster om Plan de Guerrero. I omgivningarna runt Plan de Guerrero växer huvudsakligen savannskog.